# Microturbo TRI 40
Le TRI 40 est un petit turboréacteur à usage unique conçu et produit par la société française Microturbo. Il est essentiellement employé par des drones ou des missiles de croisière de petite taille. Les différentes versions produites offrent une poussée s'étalant entre 2,2 et 3,6 kN.
Il fut mis en route pour la première fois en juin 1999. Son prix unitaire est d'environ 100 000 $.

## Conception et développement
Le TRI 40 est une version modifiée du Microturbo TRI 60, conçue pour être de taille et de masse réduites, pour les nouveaux missiles. Il est actuellement utilisé par les missiles antinavires Naval Strike Missile (NSM) et le MM-40 Exocet Block 3.
Le nouveau moteur est assez différent de son aîné le TRI 60 sur de nombreux points. Il emploie tout d'abord un compresseur axial à quatre étages, contrairement au TRI 60, bien que les dernières versions de celui-ci fussent déjà équipées de tels compresseurs. Une autre différence notable vient de la lubrification de ses roulements, qui est effectuée non-plus par de l'huile, mais par du carburant, ce qui simplifie fortement la conception du missile, car il ne possède plus de circuits séparés. Il est également doté d'une génératrice à aimant permanent (en 270 V continu), monté directement en prise sur l'arbre du moteur, ce que les autres moteurs, plus anciens, n'avaient pas. Enfin, l'une des améliorations les plus importantes vient de la « numérisation » de ce moteur. En effet, il est équipé d'une électronique de contrôle poussée, un ECU qui gère de manière très précise le dosage du carburant injecté dans la chambre de combustion.